# Hanigovce
Hanigovce este o comună slovacă, aflată în districtul Sabinov din regiunea Prešov, pe malul râului Hanigovský potok⁠(d). Localitatea se află la altitudinea de 521 m deasupra n.m., se întinde pe o suprafață de 8,47 km2 și în 2017 număra 129 de locuitori.

## Istoric
Localitatea Hanigovce este atestată documentar din 1330.

## Demografie
| An:                | 1994 | 2004    | 2014   | 2024   |
| ------------------ | ---- | ------- | ------ | ------ |
| Număr de persoane: | 173  | 130     | 133    | 126    |
| Diferență:         |      | −24,85% | +2,30% | −5,26% |

| An:                | 2023 | 2024   |
| ------------------ | ---- | ------ |
| Număr de persoane: | 127  | 126    |
| Diferență:         |      | −0,78% |